# Levichelifer cribratus
Levichelifer cribratus es una especie de arácnido del orden Pseudoscorpionida de la familia Cheliferidae.

## Distribución geográfica
Se encuentra en Florida y en Alabama (Estados Unidos).